# Nunciatura apostólica en Canadá
La Nunciatura Apostólica en Canadá es la misión diplomática de la Santa Sede ante el gobierno de Canadá. Está dirigida por el Nuncio Apostólico, quien ejerce una función tanto eclesiástica como diplomática, y ostenta el rango de embajador.
La Santa Sede estableció por primera vez una Delegación para Canadá y Terranova el 3 de agosto de 1899.  Esta fue reorganizada como la Delegación Apostólica en Canadá el 31 de marzo de 1949, tras la incorporación de Terranova como la décima provincia del país.  Posteriormente, luego de que Canadá y la Santa Sede acordaran el establecimiento de relaciones diplomáticas formales y el intercambio de embajadores, el papa Pablo VI erigió la Nunciatura Apostólica en Canadá el 16 de octubre de 1969.

## Propiedad
La Nunciatura tuvo su sede en un edificio ubicado en Queen Elizabeth Driveway hasta que, en 1962, adquirió la residencia conocida como Rockcliffe House.   Esta se encuentra en una propiedad de dos hectáreas y cuenta con una gran casa de entrada, originalmente utilizada como establo y cochera, que la separa de la calle. Además, el terreno incluye varias edificaciones adicionales.
La primera residencia construida en la propiedad fue edificada entre 1838 y 1839 por Duncan Reynier MacNab, quien la nombró "Rockcliff house" debido a su ubicación.  casa de la propiedad, construida por Duncan Reynier MacNab en –, se llamó "Rockcliff House" por su ubicación. Con el tiempo, ese nombre dio origen al del vecindario que hoy se conoce como Rockcliffe Park. En 1868, la propiedad fue adquirida por Thomas Coltrin Keefer, yerno de Thomas McKay, luego de que este vendiera Rideau Hall al gobierno para ser utilizado como residencia del Gobernador General. Keefer amplió y renovó significativamente la casa. La propiedad permaneció en manos de la familia Keefer hasta 1929, cuando fue comprada por Cairine Wilson —la primera mujer canadiense en ser nombrada senadora, y su esposo Norman.  Ese mismo año, la residencia fue remodelada siguiendo el estilo de las casas señoriales del periodo Directoire en Francia.
La residencia fue incluida entre los edificios de valor arquitectónico e histórico destacados durante el evento Doors Open Ottawa, celebrado los días 2 y 3 de junio de 2012.

## Representantes papales en Canadá
Delegados Apostólicos a Canadá y Terranova
- George Conroy (10 de abril de 1877 [4] - 4 de agosto de 1878) [5]
- Rafael Merry del Val y Zulueta (10 de marzo de 1897 - 21 de octubre de 1899)
- Diomede Falconio, OFM Ref. (3 de agosto de 1899 - 30 de septiembre de 1902)
- Donato Sbarretti (26 de diciembre de 1902 - 29 de octubre de 1910)
- Pellegrino Francesco Stagni, O.S.M. (3 de noviembre de 1910 - 11 de junio de 1918)
- Pietro di Maria (11 de junio de 1918 - 3 de junio de 1926)
- Andrea Cassulo (7 de mayo de 1927 - 14 de junio de 1936)
- Ildebrando Antoniutti (14 de julio de 1938 - 21 de octubre de 1953)

Delegados Apostólicos en Canadá
- Giovanni Panico (14 de noviembre de 1953 - 24 de enero de 1959)
- Sebastiano Baggio (12 de marzo de 1959 – de mayo de 1964)
- Sergio Pignedoli (1 de junio de 1964 – 10 de junio de 1967)

Pro-Nuncios Apostólicos en Canadá
- Emanuele Clarizio (12 de junio de 1967 – 19 de marzo de 1970)
- Guido Del Mestri (20 de junio de 1970[6] – 13 de agosto de 1975)[7]
- Angelo Palmas (2 de septiembre de 1975 – 10 de marzo de 1990)
- Carlo Curis (28 de marzo de 1990 - 1 de septiembre de 1994)

Nuncios Apostólicos
- Carlo Curis (1 de septiembre de 1994 - 5 de febrero de 1999)[8]
- Paolo Romeo (5 de febrero de 1999[8] – 17 de abril de 2001)
- Luigi Ventura (22 de junio de 2001 [9] – 22 de septiembre de 2009)
- Pedro López Quintana (10 de diciembre de 2009 – 28 de septiembre de 2013)
- Luigi Bonazzi (18 de diciembre de 2013[10] – 10 de diciembre de 2020)
- Ivan Jurkovič (5 de junio de 2021  – presente)